# 威爾明頓 (紐約州)
威爾明頓（英語：Wilmington）是一個位於美國紐約州艾塞克斯縣的鎮。

## 人口
根據2020年美國人口普查的數據，威爾明頓的面積為169.57平方千米，當中陸地面積為168.93平方千米，而水域面積為0.64平方千米。當地共有人口1139人，而人口密度為每平方千米7人。